# Kembach (Main, Wipfeld)
Der Kembach ist ein knapp vier Kilometer langer Bach in den Gäuplatten im Maindreieck und dem Mittleren Maintal im unterfränkischen Landkreis Schweinfurt. Er entsteht bei Schwanfeld aus dem Zusammenfluss des Heiligenthalgrabens und des Kieselbachs und mündet von Westen kommend rechtsseitig in Wipfeld in den Main. Einschließlich seines Hauptquellbachs, des Heiligenthalgrabens, erreicht das Fließgewässer eine Gesamtlänge von gut sechs Kilometern.

## Geographie

### Verlauf

#### Quellbäche
Der Kembach entsteht in der Gäufläche im nördlichen Maindreieck auf einer Höhe von etwa 235 m ü. NHN am Westrand des Pfarrdorfs Schwanfeld, unmittelbar südlich des Sportplatzes des SV Schwanfeld 1945, durch den Zusammenfluss des von rechts kommenden Heiligenthalgrabens und des von links zufließenden Kieselbachs.

##### Heiligenthalgraben
Der Heiligenthalgraben ist der gut 2 Kilometer lange, südsüdwestlich verlaufende rechte Quellbach des Kembachs. Er entspringt auf einer Höhe von 272 m ü. NHN nördlich des Bergtheimer Gemeindeteils Dipbach.

##### Kieselbach
Der Kieselbach ist der etwas über 11⁄2 Kilometer lange westliche und linke Quellbach. Seine Quelle liegt auf einer Höhe von 250 m ü. NHN nördlich des Schwanfelder Gemeindeteils Neuheiligenthal.

#### Kembach
Der Kembach fließt zunächst nördlich eines Wirtschaftswegs ostwärts durch den Weinbauort Schwanfeld, läuft dann an einem auf seiner linken Seite liegenden Wasserspielplatz vorbei und wird kurz darauf von einem Steg für Fußgänger überspannt. Gesäumt von dichtem Ufergehölz zieht er danach nordostwärts entlang der linksseitig verlaufenden Raiffeisenstraße durch das an einem Seitentälchen des Mains in einem Talkessel gelegene Dorf. Nachdem er eine kleine Brücke unterquert hat, wendet er sich zunehmend nach Osten. Kurz darauf unterführt er die Bismarckstraße, auf der ein zum Radwegenetz des Landkreises gehörender Radweg verläuft.

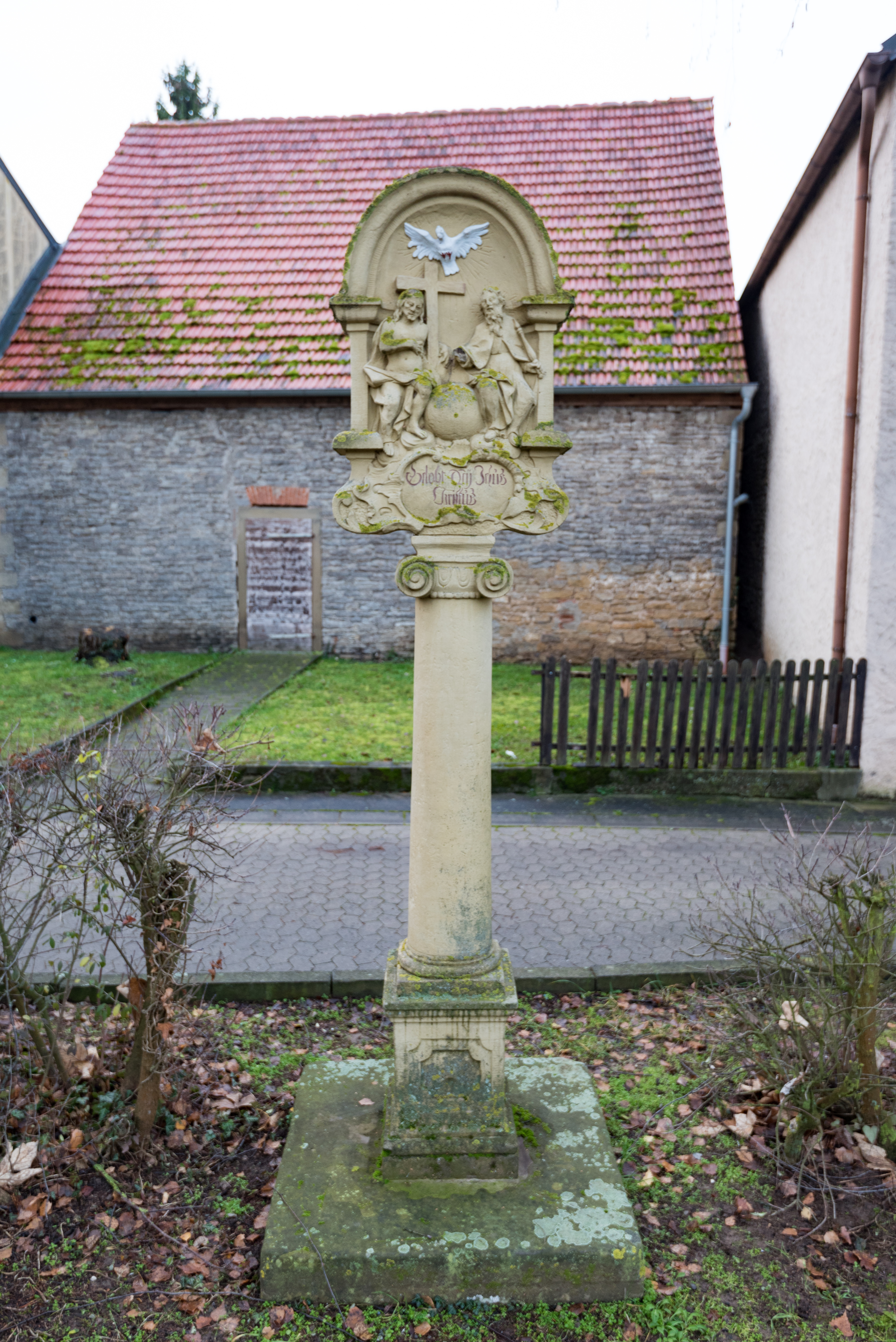
Bildstock am Adenauerplatz

Anschließend setzt er seinen Lauf ostsüdostwärts fort und kreuzt nach knapp 100 Metern die Hauptstraße, der der Fernradweg Via Romea Germanica folgt, ein seit dem Hochmittelalter zur Wallfahrt nach Rom genutzter Pilgerweg, der ihn auf seinem Weg bis fast zur Mündung begleiten wird. Daraufhin beschreibt der Bach einen sanften Bogen und verschwindet westlich der Kirchstraße verrohrt im Untergrund. Gleich östlich dieser Straße wird er vom Seeriedsgraben verstärkt, der aus dem Norden kommend ihm dort verdolt zufließt. Danach durchquert der Kembach unterirdisch den Adenauerplatz und passiert dabei einen Bildstock mit rundbogigem Reliefaufsatz, der eine Pietà-Darstellung sowie die Dreifaltigkeit zeigt. Das auf einer Rundsäule über einem Postament stehende Sandsteindenkmal stammt aus dem 18. Jahrhundert.
Nördlich des zum Verbund der Pfarreiengemeinschaft Luisenhöhe gehörenden katholischen Kindergartens St. Michael tritt der Bach wieder an die Oberfläche, zieht weiter durch einen schmalen Grünlandstreifen und unterquert anschließend die Zufahrtsstraße Schloßgarten. Danach verläuft er nördlich am ehemaligen Schüttboden des 1241 erstmals erwähnten und 1838 größtenteils abgebrochenen Schlosses vorbei, an dessen Stelle 1853 eine Brauerei mit einem massiven Staffelgiebelbau, Satteldach und Kelterhaus errichtet wurde. Etwas bachabwärts betrieb er einst die Obere Mühle, die östlich eines mittlerweile verschwundenen Mühlgrabens lag.  Rund 200 Meter südlich davon liegen Überreste einer Siedlung mit Körpergräbern der Linearbandkeramik, der Bernburger Kultur und der Hallstattzeit sowie eines mittelneolithischen Grabenwerks.
Am Südrand des Ortes verläuft der Bach am Südfuße des Reiterbergs in einem Bogen ostwärts zwischen den Häusern und Gärten der Kembachstraße auf seiner linken Seite und dem von Feldern und Obstbaumschulen gesäumten Kembachweg auf der rechten. Die hoch ertragsreichen Böden setzen sich stellenweise fast ausschließlich aus Pararendzina mit Carbonatschluff, andernorts überwiegend aus Parabraunerde zusammen. Im weiteren Verlauf nimmt der Bach allmählich einen südöstlichen Kurs an. Der Bach erreicht den Südostrand von Schwanfeld, wo sich die Reste einer Siedlung der Linearbandkeramik und der Michelsberger Kultur befinden. Er zieht anschließend nördlich am in der Flur Weihersbrunn liegenden Klärwerk vorbei, in dem die Abwässer aus dem Gemeindegebiet Schwanfeld mechanisch und biologisch gereinigt werden. Dort mündet von Südwesten ein etwa 1,5 Kilometer langer, nur intermittierend wasserführender, namenloser Bach, der aus dem Diemenstal heranfließt.
Der Kembach folgt nun südostwärts einem Tal zwischen dem von Feldern bedeckten Hochberg im Süden und dem 262 m ü. NHN hohen Mühlberg im Norden. Dessen Kuppe wird ebenfalls ackerbaulich genutzt, während an den südexponierten, mäßig steilen Talhängen der Lage Mühlberg, die zur Großlage Volkacher Kirchberg gehört, vorwiegend Weinreben der Weißweinsorten Müller-Thurgau und Silvaner wachsen. In den dazwischenliegenden Bereichen finden sich alte, aufgelassene Nutzflächen wie Weiden, Streuobstwiesen sowie Magerwiesen mit Salbei-Glatthaferbeständen, die inzwischen fast vollständig von Gebüschen aus Schlehe, Rosen und Hartriegel überwachsen sind.
Die dortige Talfüllung setzt sich polygenetisch aus pleistozänen bis holozänen Lehmsedimenten oder sandigen Ablagerungen zusammen, die teilweise kiesig geprägt sind. Darüber liegen vorherrschend kalkhaltige Böden vom Typ Gley- und Kalkgley-Kolluvisol. Die Hänge bestehen aus Unteren Tonstein-Gelbkalk-Schichten der Erfurt-Formation, welche dem Unteren Keuper der Mitteltrias zugeordnet werden. Diese Formation zeichnet sich durch eine wechselnde Lagerung von Ton- und Mergelsteinen aus, die stellenweise dolomitisch geprägt sind und farblich von grau über blaugrau bis grünlich variieren. Zusätzlich treten dicht gelbgraue Dolomitsteine sowie schluffig-feinkörnige, gebankte bis plattige Sandsteine in grüngrauen bis gelbbraunen Farbtönen auf. Die Böden der Hänge bestehen fast ausschließlich aus Pararendzinen.
Kurz vor der Gehringsmühle zweigt rechts ein Mühlkanal ab. Dort befindet sich ein Bildstock mit einem rocaillegerahmten Reliefaufsatz, der von einem Eisenkreuz gekrönt wird und eine Darstellung der Dreifaltigkeit zeigt; auf der Rückseite ist eine Pietà zu sehen. Der Bildstock steht auf einem Vierkantschaft über einem Tischsockel mit Inschriftenkartusche, aus Sandstein und datiert auf das Jahr 1778. Etwas weiter spaltet sich auf derselben Seite ein weiterer Graben ab, an dem die Mühle lag, die über zwei Mahlgänge verfügte. Seit 2007 dreht sich an dieser alten Mühle wieder ein Mühlrad. Das letzte wurde 1933 durch eine Turbine ersetzt. 1985 wurde die historische Mühle, die erstmals 1251 urkundlich erwähnt wurde, stillgelegt. 2003 erfolgte eine Renovierung, bei der die Mühle wieder in Betrieb genommen wurde und seither nicht mehr der Kornmahlung, sondern der Stromerzeugung dient. Südlich der Mühle wurden die Relikte einer Siedlung der Linearbandkeramik, des Mittelneolithikums und der frühen Latènezeit entdeckt.
Nach gut 100 Metern vereinigt sich der Bach, der dort streckenweise auch Mühlbach genannt wird, wieder mit dem Mühlgraben. Etwas weiter östlich steht auf seiner linken Seite das Sportzentrum des Schützenvereins SV 1969 Schwanfeld. Er kreuzt dann einen Feldweg und wird anschließend von rechts von einem fast 700 Meter langen, ganzjährig wasserführenden, namenlosen Feldgraben gespeist, der südlich des Hochbergs entspringt und ihm aus südwestlicher Richtung zufließt. Östlich davon liegt am nordexponierten, mittelsteilen Talhang ein kleiner Eichen-Hainbuchenwald, an dessen Fuß der Bach ohne Begleitgehölz in östlicher Richtung entlangläuft. Stiel- und Traubeneiche dominieren die Kronenschicht, Wildkirsche ist ebenfalls häufig. Hainbuche und Feldahorn bilden die zweite Baumschicht. Die lichte Strauchschicht besteht vorwiegend aus Holunder, Weißdorn und Hasel, stellenweise ist Totholz vorhanden. An den Rändern ziehen sich Schlehen-, Rosen- und Hartriegelstreifen entlang. Knapp 200 Meter später wechselt der Kembach von Schwanfeld in das Gebiet der Gemeinde Wipfeld.
Unmittelbar nach der Grenze zweigt ein weiterer Mühlgraben ab. Der Bach verläuft, begleitet auf seiner linken Seite vom Wirtschaftsweg Mühlengrund, ostnordostwärts am Nordrand eines Mischwaldes durch ertragreiche Ackerflächen entlang des Südhangs des Weinbergs. Nach etwa 400 Metern fließt er an einer Pietà vorbei, einem Vesperbild auf Sockel mit Inschriftenkartusche, aus Sandstein im Rokokostil, entstanden in der zweiten Hälfte des 18. Jahrhunderts, und erreicht dann die auf der rechten Bachseite gelegene Holzmühle, auch Zentgrafenmühle genannt. Sie bestand aus einem Wohnhaus mit zwei Mühlgängen, einer geschlossenen Hofrieth, einer Scheuer sowie weiteren Nebengebäuden. Danach setzt er seinen Lauf zum Westrand des Pfarrdorfs Wipfeld fort. Am linken Talhang, auf Höhe der in der Talaue gelegenen Kleingärten, liegen eine Streuobstwiese mit Quellaustritt, Hecken und eine Obstwiesenbrache. Die Hecken aus Schlehe, Rose und Weißdorn mit Zwetschgenaufwuchs säumen den Hangfuß. Die Streuobstwiese weist magere Salbei-Glatthafer-Bestände auf, während in der aufgegebenen Obstwiese Obstgehölze und Schlehen in glatthaferreiche Altgrasrasen einwachsen. Auf der anderen Bachseite erstreckt sich dort ein Wochenend- und Ferienhausgebiet. Ungefähr in diesem Bereich wechselt der Bach in das Obereisenheim-Wipfelder Maintal.
Der stark begradigte Bach zieht, gesäumt von dichtem Gehölz, zwischen den Wohnstraßen Mühlgrund im Norden und Schelmgrund im Süden fast ostwärts durch Felder und Wiesen. Westlich der Ecke Mühlgrund/Schelmgrund lag eine Mühle (heute Haus Mühlgrund 1) mit drei Gängen. Er unterquert den Mühlgrund und schlängelt sich anschließend nordöstlich durch den alten Ortskern von Wipfeld. Bei der Bachgasse biegt er fast rechtwinklig nach rechts ab und verläuft kurz östsüdostwärts entlang der Kembachstraße, wo sich auf seiner linken Seite ein zweigeschossiger, verputzter Walmdachbau mit östlichem Satteldachvorsprung und im Obergeschoss verputztem Fachwerk aus etwa 1700 befindet. Der Bach wendet sich danach wieder nach Nordosten und quert die Nikolaus-Müller-Straße.

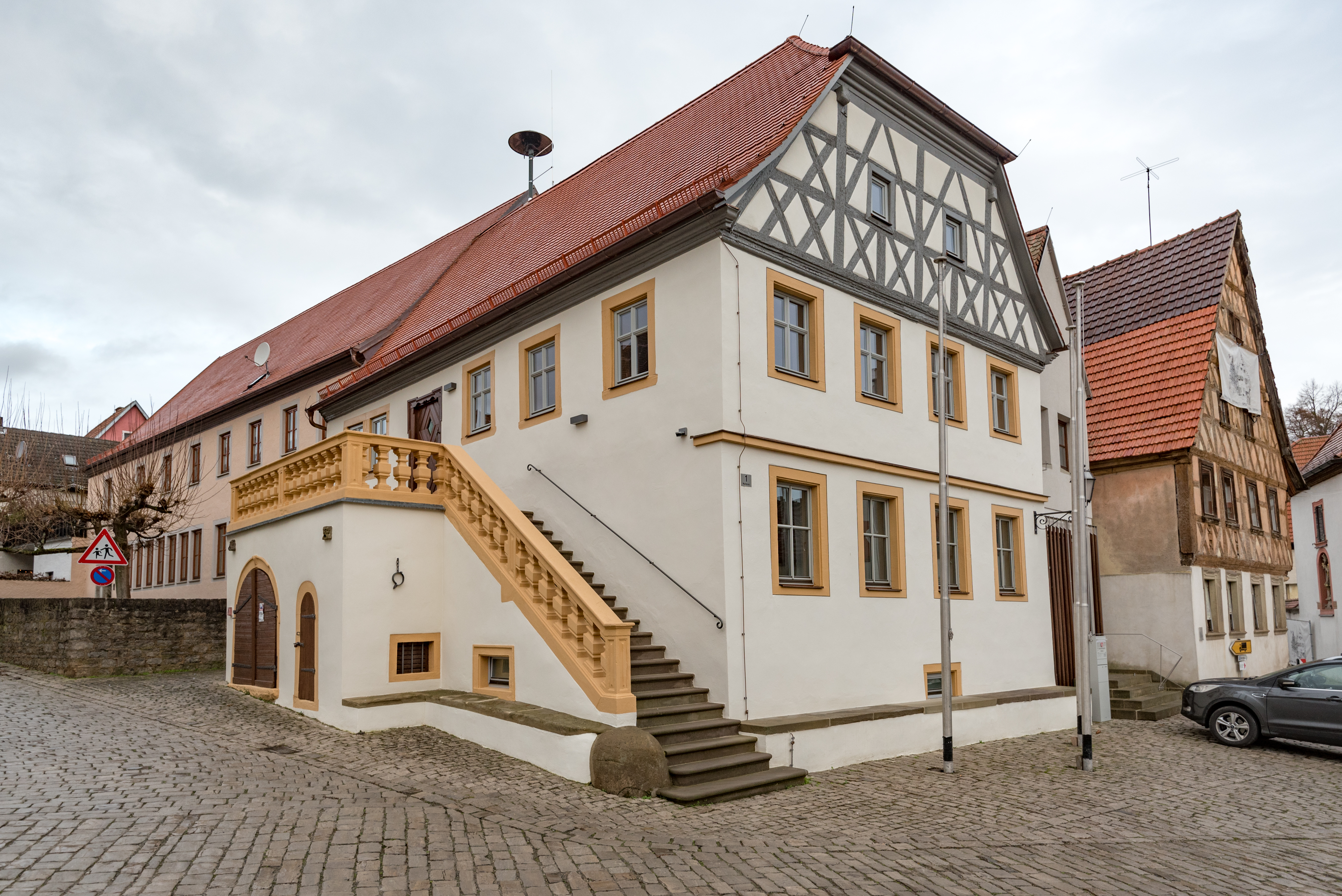
Das Rathaus am Marktplatz

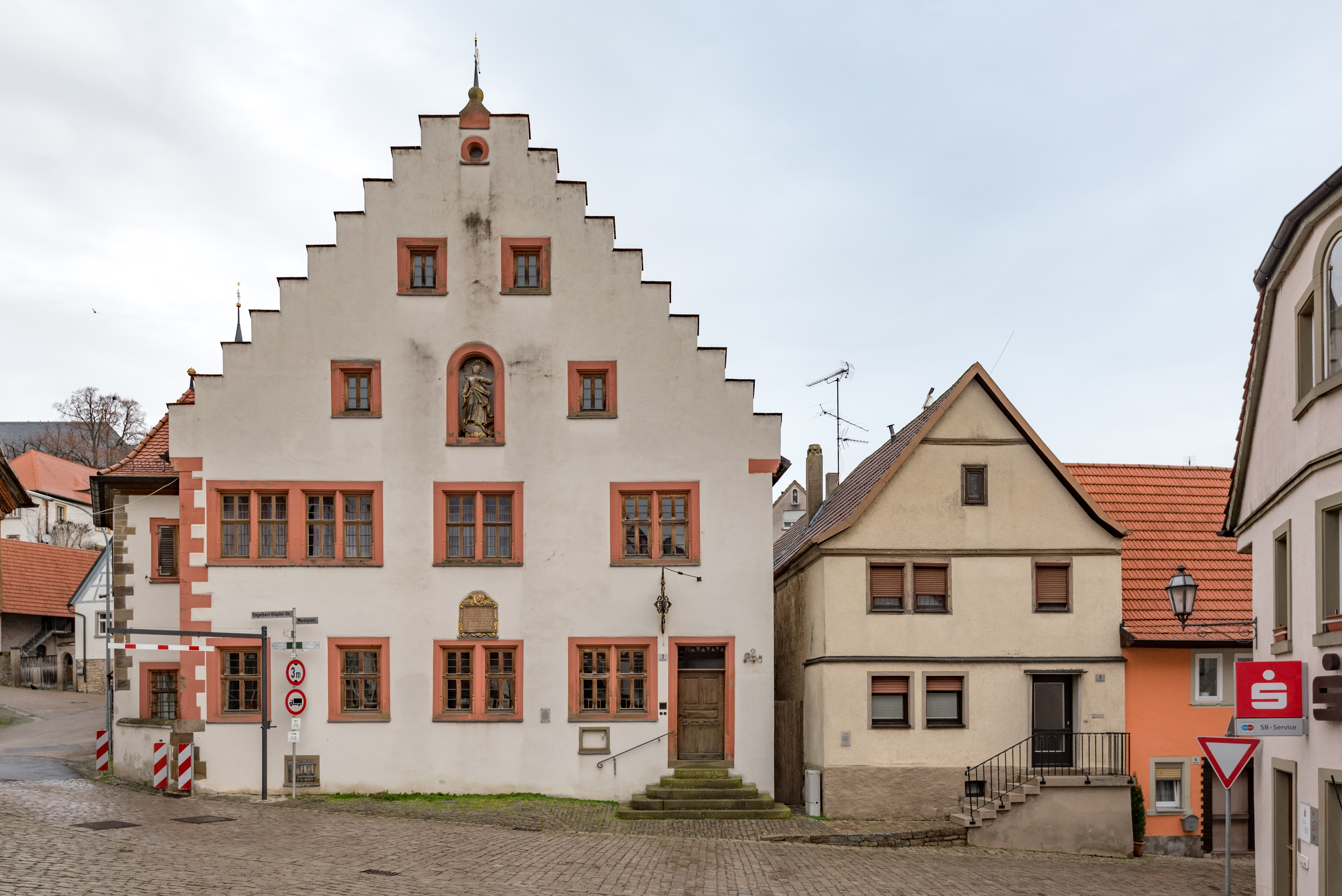
Das ehemalige Würzburger Amtshaus

Etwa 60 Meter nördlich liegt der rechteckige Marktplatz, geprägt von stattlichen Giebelfronten des Rathauses, des ehemaligen Würzburger Amtshauses sowie zweier Fachwerkhäuser aus dem 17. Jahrhundert. Das Rathaus ist ein zweigeschossiger, teilweise verputzter Halbwalmdachbau mit Fachwerkgiebel und südlicher Freitreppe von 1732. Im Kern stammt das Gebäude aus dem Jahr 1566 und wurde im 18. Jahrhundert erneuert. Das ehemalige Würzburger Amtshaus ist ein zweigeschossiger Massivbau mit Treppengiebel und profilierten Fensterrahmungen, errichtet 1580–83 und mit der Jahreszahl 1615 versehen. In Nischen befinden sich Sandsteinfiguren der Maria Immaculata und des Heiligen Nepomuk aus dem mittleren 18. Jahrhundert. Die dazugehörige Scheune ist ein eingeschossiger Fachwerkbau mit Halbwalmdach aus dem 18./19. Jahrhundert.
Südlich des Bachs stehen drei zweigeschossige denkmalgeschützte Wohnhäuser: ein verputzter Massivbau mit Satteldach und Treppengiebel aus der 1. Hälfte des 17. Jahrhunderts (Nikolaus-Müller-Straße 9), ein verputzter Satteldachbau mit geohrten Fensterrahmungen aus der zweiten Hälfte des 18. Jahrhunderts (Kembachstraße 15) sowie ein verputzter Massivbau mit Satteldach und Zierfachwerk im Giebel erbaut um 1700 (Kembachstraße 13).

Denkmalgeschützte Wohnhäuser südlich des Kembachs
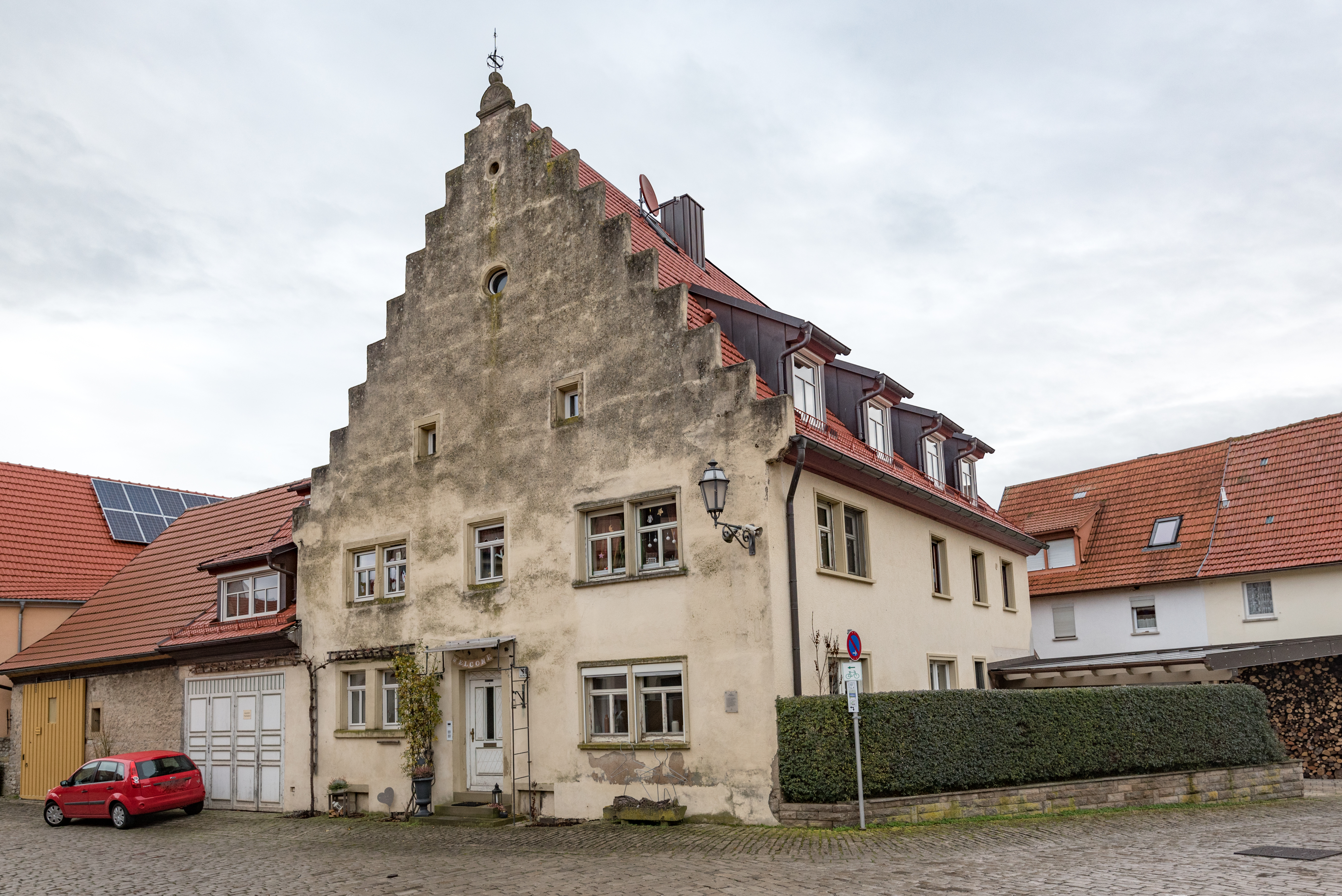
Nikolaus-Müller-Straße 9
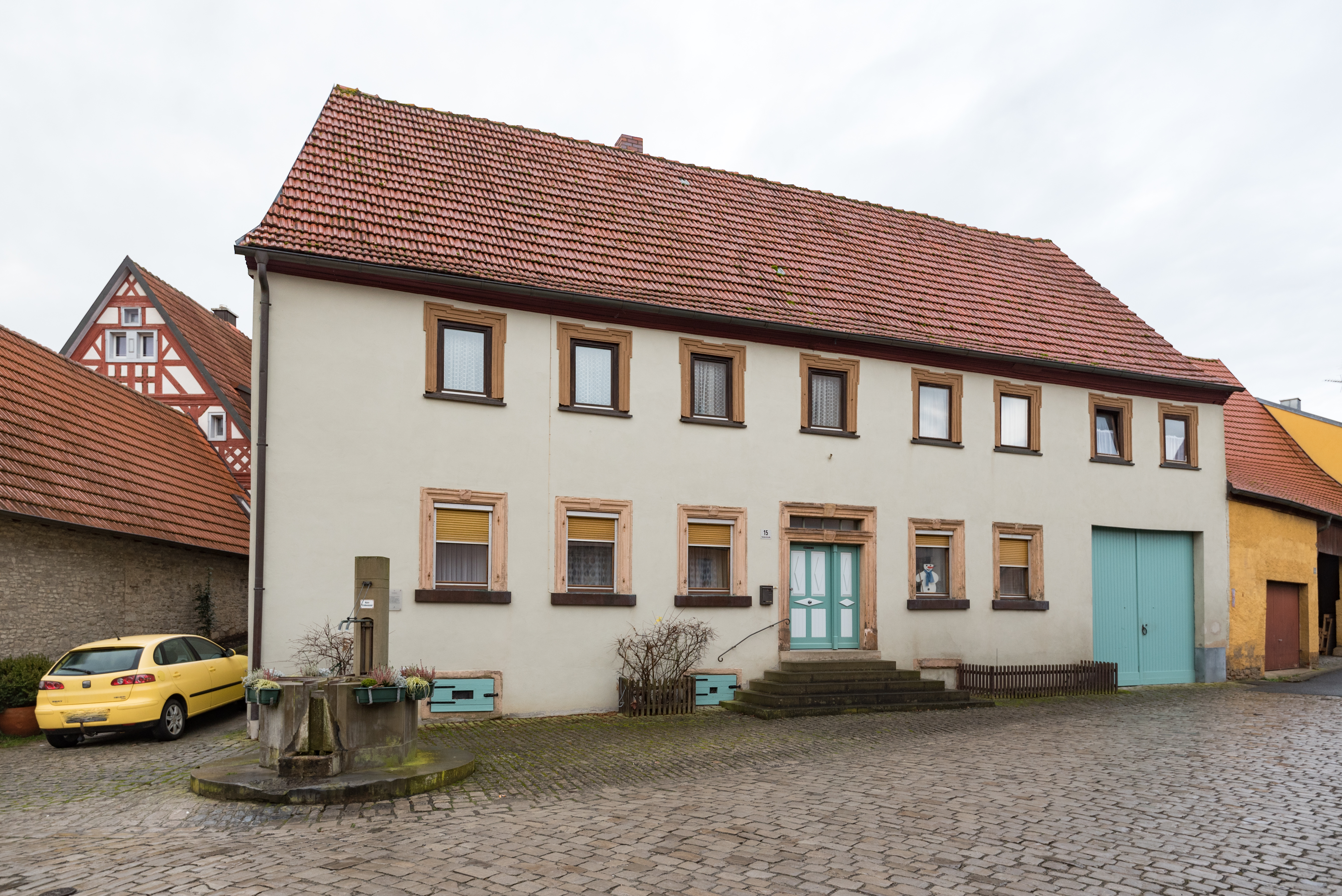
Kembachstraße 15
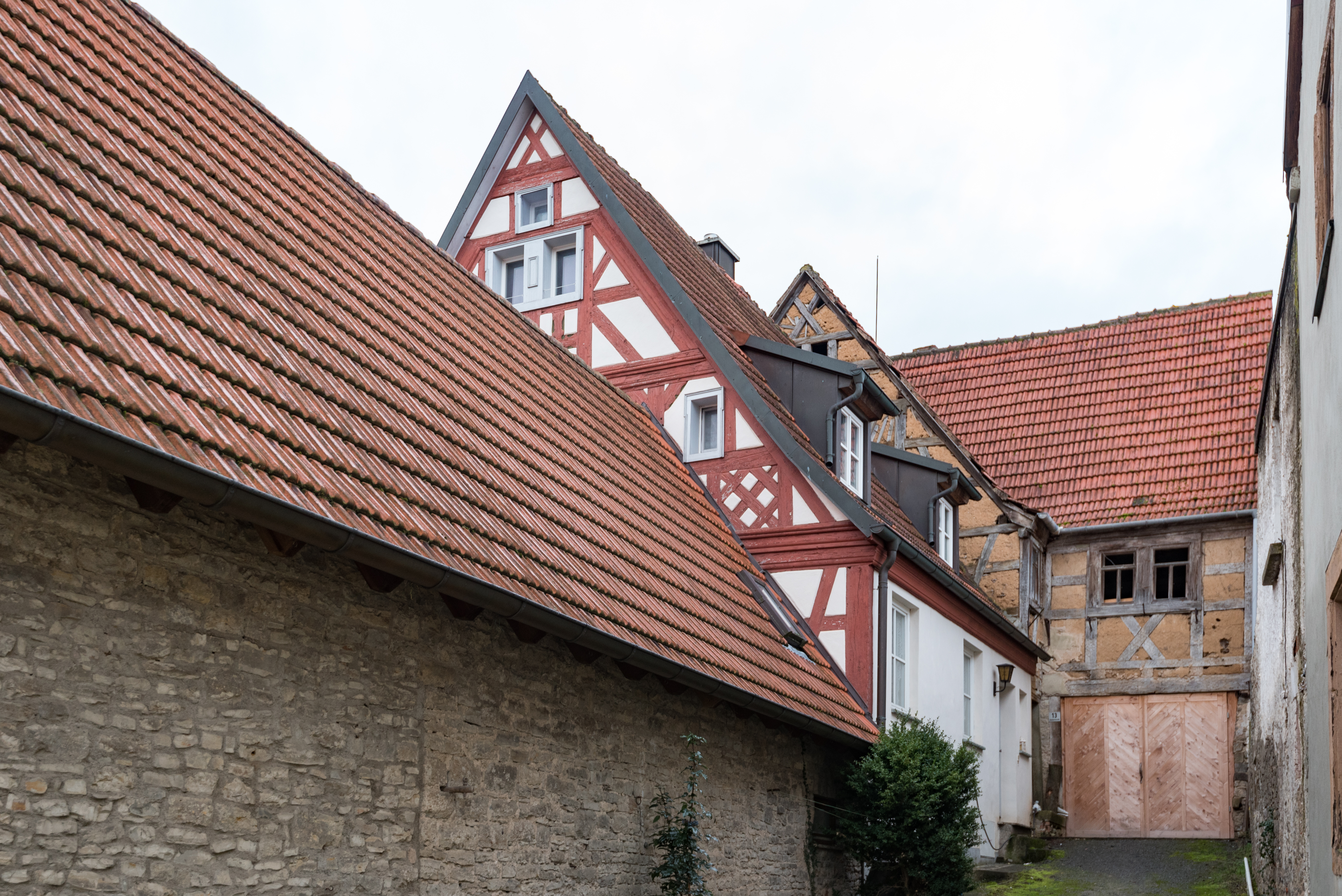
Kembachstraße 13

Der Bach unterquert anschließend die SW 22, die an dieser Stelle auch Obereisenheimer Straße genannt wird, passiert den auf seiner linken Seite liegenden Kindergarten Wipfeld und kreuzt danach einen Radweg.

#### Mündung
Der Kembach mündet schließlich, aus dem Westen kommend, in Wipfeld direkt gegenüber dem Naturschutzgebiet Wipfelder Mainaue bei St. Ludwig auf einer Höhe von 199 m ü. NHN von rechts in den aus dem Norden heranströmenden Main. Der 6,2 km lange Gesamtlauf des Kembachs endet ungefähr 73 Höhenmeter unterhalb der Quelle seines rechten Oberlaufs, des Heiligenthalgrabens, was einem mittleren Sohlgefälle von etwa 12 ‰ entspricht.
Knapp 200 Meter unterhalb der Mündung befindet sich die Anlegestelle der Fähre Wipfeld und einen halben Kilometer oberhalb liegt, südlich der Sportanlage des FC Wipfeld, der Sportboothafen Wipfeld.

### Einzugsgebiet
Das 11,7 km² große Einzugsgebiet des Kembachs erstreckt sich von der Gäufläche im nördlichen Maindreieck bis zum Obereisenheim-Wipfelder Maintal und entwässert über den Main und den Rhein in die Nordsee.
Es grenzt
- im Südosten an das Einzugsgebiet des Haggertengrabens, der in den Main mündet;
- im Süden an das des Alten Seebachs, der über die Pleichach in den Main entwässert;
- im Westen an das Einzugsgebiet der Pleichach direkt;
- im Nordwesten an das des Brumbachs, der über die Wern in den Main entwässert und
- im Norden an das des Ströngrabens, der in den Main mündet.

Das Gebiet wird überwiegend landwirtschaftlich genutzt; größere Siedlungen sind Schwanfeld und Wipfeld. Der höchste Punkt liegt mit 307 m ü. NHN am Südwesthang der Luisenhöhe im Nordwesten des Einzugsgebiets.

### Zuflüsse
- Heiligenthalgraben (rechter Quellbach, Hauptstrang), ca. 2,2 km[4]
- Kieselbachs (linker Quellbach, Nebenstrang), ca. 1,6 km[4]
- Seeriedsgraben (links), ca. 1,0 km[43]